# Sthenognatha
Sthenognatha is een geslacht van vlinders van de familie spinneruilen (Erebidae), uit de onderfamilie Arctiinae.

## Soorten
- S. cinda Schaus, 1938
- S. flinti Todd, 1982
- S. gentilis Felder, 1874
- S. stenognatha Felder, 1875
- S. toddi Lane & Watson, 1975